# Carola Weiß
Carola Weiß (* 14. Oktober 1975 in Kaufbeuren) ist eine ehemalige deutsche Squashspielerin.

## Karriere
Carola Weiß spielte erstmals im Jahr 1998 auf der WSA World Tour. Ihre höchste Platzierung in der Weltrangliste erreichte sie mit Position 80 im März 1999.
Mit der deutschen Nationalmannschaft nahm sie 2004 und 2006 an der Weltmeisterschaft teil. 2007 stand sie zudem im Kader bei der Europameisterschaft. Im Einzel erreichte sie 2004 bei der Europameisterschaft, ihrer einzigen Teilnahme, das Viertelfinale. In diesem unterlag sie Pamela Pancis in drei Sätzen. 